# Герберт, Генри, 9-й граф Пембрук
Генри Герберт (англ. Henry Herbert; 29 января 1693 — 9 января 1750) — британский аристократ, 9-й граф Пембрук, 6-й граф Монтгомери, 6-й барон Герберт из Шурланда, 9-й барон Герберт из Кардиффа с 1733 года (до этого носил титул учтивости лорд Герберт). Старший сын Томаса Герберта, 8-го графа Пембрука. Занимал пост первого лорда королевской опочивальни в 1735—1750 годах, заседал в Тайном совете. Был прозван «графом-архитектором». Его наследником стал единственный сын от Мэри Фицвильям (дочери 5-го виконта Фицвильяма) Генри.

## Биография
Генри Герберт принадлежал к одному из самых знатных и влиятельных родов Великобритании. Он был старшим из семи сыновей Томаса Герберта, 8-го графа Пембрука, и его первой жены Маргарет Савиер и родился в 1693 году. После восшествия на престол Георга I (1714) Герберт был назначен лордом опочивальни принца Уэльского, и это назначение было подтверждено, когда принц стал королём Георгом II в 1727 году. Генри был произведен в капитаны и подполковники Колдстримского пехотного полка (1717), в капитаны и полковники 1-го полка конной гвардии (1721), который он впоследствии обменял на Королевский конный полк (1733). В 1733 году, после смерти отца, он унаследовал семейные владения и титулы. В 1735 году Герберт стал грумом королевы, в 1742 году получил звание генерал-лейтенанта. Он был одним из лордов-судей в отсутствие короля в 1740, 1743 и 1748 годах.
Граф интересовался архитектурой и демонстрировал художественный вкус в этой сфере. Он участвовал в проектировании улучшений в Уилтон-хаусе, нового коттеджа в Ричмонд-парке, дома графини Саффолк, дома на воде в парке лорда Орфорда в Хоутоне. Герберт содействовал возведению Вестминстерского моста, за что в 1736 году получил официальную благодарность парламента. 
С 28 августа 1733 года Пембрук был женат на Мэри Фицвильям, дочери Ричарда Фицвильяма, виконта Фицвильяма (пэрство Ирландии), фрейлины королевы. В этом браке родился сын Генри, 10-й граф Пембрук. Графиня пережила своего мужа, впоследствии вышла замуж за майора Норта Ладлоу Барнарда и умерла в 1769 году.